# Крістіан Петцольд
Крістіа́н Пе́тцольд (нім. Christian Petzold; нар. 14 вересня 1960, Гільден, Північний Рейн-Вестфалія, ФРН) — німецький кінорежисер та сценарист. Представник і лідер Берлінської школи.

## Біографія
Крістіан Петцольд народився 14 вересня 1960 року в Гільдені, невеликому містечку в землі Північний Рейн-Вестфалія (на той час Федеративна Республіка Німеччини). У 1979 році закінчив гімназію, після чого проходив альтернативну службу в кіноклубі. У 1981-му Крістіан Петцольд переїхав до Берліна, де вивчав літературу. З 1988 по 1994 рік Петцольд навчався в Німецькій академії кіно і телебачення. Паралельно з цим він працював кінокритиком, а також встиг побути асистентом німецьких кінорежисерів Гартмута Бітомські та Гаруна Фарокі. Пізніше вони взяли участь у створенні сценаріїв деяких фільмів Петцольда.
Дипломним фільмом Крістіана Петцольда стала драма «Авіатриси» (1995). Пізніше він зняв кінострічки «Куба лібре» (1996) і «Постільна злодійка» (1998). Драма «Вольфсбург», створена у 2003 році, стала першим великим успіхом Крістіана Петцольда: він був удостоєний призу ФІПРЕССІ у програмі «Панорама» Берлінського міжнародного кінофестивалю.
Двічі Крістіан Петцольд номінувався на «Золотого ведмедя» — головну нагороду Берлінале: у 2005 році переможцем конкурсу міг стати його фільм «Примари», а в 2007 — трилер «Єлла».
За фільм «Барбара» режисер у 2012 році здобув Срібного ведмедя 62-го Берлінського кінофестивалю за найкращу режисуру та номінувався на премію Європейської кіноакадемії за найкращий фільм. Стрічка Петцольда «Фенікс» (2014) претендувала на головну нагороду 62-го Міжнародного кінофестивалю в Сан-Себастьяні та отримала Приз ФІПРЕССІ.
У 2009 році Крістіан Петцольд спробував себе як театральний режисер: він поставив спектакль за п'єсою Артура Шніцлера «Самотній шлях» в Німецькому театрі у Берліні. Головну роль у постановці виконала Ніна Госс.
У 2016 році на 7-му Одеському міжнародному кінофестивалі Крістіан Петцольд особисто представив ретроспективу з чотирьох свої фільмів — «Єлла», «Єрихов», «Барбара» і «Фенікс», та провів майстер-клас у рамках Літньої кіношколи.
У 2017 році Петцольд очолив міжнародне журі 8-го Одеського кінофестивалю.

## Фільмографія
| Рік    |     | Назва українською                 | Оригінальна назва     | Режисер | Сценарист |
| ------ | --- | --------------------------------- | --------------------- | ------- | --------- |
| 1971 — | т/с | Телефон поліції — 110             | Polizeiruf 110        | Так     | Так       |
| 1995   | т/ф | Авіатриси                         | Pilotinnen            | Так     | Так       |
| 1996   | т/ф | Куба лібре                        | Cuba Libre            | Так     | Так       |
| 1998   | т/ф | Постільна злодійка                | Die Beischlafdiebin   | Так     | Так       |
| 2000   |     | Внутрішня безпека                 | Die innere Sicherheit | Так     | Так       |
| 2001   | т/ф | Мертва людина                     | Toter Mann            | Так     | Так       |
| 2003   |     | Вольфсбург                        | Wolfsburg             | Так     | Так       |
| 2005   |     | Примари                           | Gespenster            | Так     | Так       |
| 2007   |     | Єлла                              | Yella                 | Так     | Так       |
| 2008   |     | Єрихов                            | Jerichow              | Так     | Так       |
| 2011   | т/ф | Драйлебен: Щось краще, ніж смерть | Dreileben             | Так     | Так       |
| 2012   |     | Барбара                           | Barbara               | Так     | Так       |
| 2014   |     | Фенікс                            | Phoenix               | Так     | Так       |
| 2015   |     | Кола                              | Kreise                | Так     | Так       |
| 2017   |     | Вовки                             | Wölfe                 | Так     | Так       |
| 2018   |     | Транзит                           | Transit               | Так     | Так       |
| 2020   |     | Ундина                            | Undine                | Так     | Так       |

## Визнання
| Рік                                        | Категорія                                                         | Фільм              | Результат    |
| ------------------------------------------ | ----------------------------------------------------------------- | ------------------ | ------------ |
| Фестиваль Макса Офюльса                    |                                                                   |                    |              |
| 1996                                       | Рекламна премія                                                   | Куба лібре         | Перемога     |
| 1998                                       | Премія Макса Офюльса                                              | Постільна злодійка | Перемога     |
| Міжнародний кінофестиваль у Салоніках      |                                                                   |                    |              |
| 2000                                       | Золотий Александр                                                 | Внутрішня безпека  | Номінація    |
| 2000                                       | Приз за найкращий сценарій (спільно з Гаруном Фарокі)             | Внутрішня безпека  | Перемога     |
| 2000                                       | Приз ФІПРЕССІ — Спеціальна згадка                                 | Внутрішня безпека  | Перемога     |
| Німецька кінопремія                        |                                                                   |                    |              |
| 2001                                       | Золота нагорода найкращому режисерові                             | Внутрішня безпека  | Номінація    |
| 2004                                       | Золота нагорода найкращому режисерові                             | Вольсбург          | Номінація    |
| 2008                                       | Золота нагорода найкращому режисерові                             | Єлла               | Номінація    |
| 2009                                       | Золота нагорода найкращому режисерові                             | Єрихов             | Номінація    |
| 2012                                       | Золота нагорода найкращому режисерові                             | Барбара            | Номінація    |
| 2012                                       | Золота нагорода за найкращий сценарій                             | Барбара            | Номінація    |
| Премія Німецької асоціації кінокритиків    |                                                                   |                    |              |
| 2002                                       | Найкращий фільм                                                   | Внутрішня безпека  | Перемога     |
| 2006                                       | Найкращий фільм                                                   | Примари            | Перемога     |
| 2008                                       | Найкращий фільм                                                   | Єлла               | Перемога     |
| 2009                                       | Найкращий фільм                                                   | Єрихов             | Перемога     |
| 2013                                       | Найкращий фільм                                                   | Барбара            | Перемога     |
| 2015                                       | Найкращий фільм                                                   | Фенікс             | Номінація    |
| Берлінський міжнародний кінофестиваль      |                                                                   |                    |              |
| 2003                                       | Приз ФІПРЕССІ («Панорама»)                                        | Вольсбург          | Перемога     |
| 2005                                       | Золотий ведмідь                                                   | Примари            | Номінація    |
| 2007                                       | Золотий ведмідь                                                   | Єлла               | Номінація    |
| 2013                                       | Золотий ведмідь                                                   | Барбара            | Номінація    |
| 2013                                       | Срібний ведмідь за найкращу режисуру                              | Барбара            | Перемога     |
| 2013                                       | Приз журі читачів «Berliner Morgenpost»                           | Барбара            | Перемога     |
| 2018                                       | Золотий ведмідь                                                   | Транзит            | В очікуванні |
| Венеційський кінофестиваль                 |                                                                   |                    |              |
| 2008                                       | Золотий лев                                                       | Єрихов             | Номінація    |
| Міжнародний кінофестиваль у Вальядоліді    |                                                                   |                    |              |
| 2012                                       | Золотий колос за найкращий фільм                                  | Барбара            | Номінація    |
| Премія Європейської кіноакадемії           |                                                                   |                    |              |
| 2012                                       | Найкращий європейський фільм                                      | Барбара            | Номінація    |
| 2012                                       | Премія глядачів                                                   | Барбара            | Номінація    |
| Міжнародний кінофестиваль у Сан-Себастьяні |                                                                   |                    |              |
| 2014                                       | Золота мушля за найкращий фільм                                   | Фенікс             | Номінація    |
| 2014                                       | Приз ФІПРЕССІ                                                     | Фенікс             | Перемога     |
| Гонконзький міжнародний кінофестиваль      |                                                                   |                    |              |
| 2015                                       | Премія Всесвітньої католицької асоціації по комунікаціях (SIGNIS) | Фенікс             | Номінація    |
| 2015                                       | Премія SIGNIS — Спеціальна згадка                                 | Фенікс             | Перемога     |
| Національна спілка кінокритиків США        |                                                                   |                    |              |
| 2016                                       | Найкращий фільм іноземною мовою                                   | Фенікс             | 2-е місце    |

## Громадська позиція
У липні 2018 підтримав петицію Асоціації французьких кінорежисерів на захист ув'язненого у Росії українського режисера Олега Сенцова